# Coleophora halostachydis
Coleophora halostachydis é uma espécie de mariposa do gênero Coleophora pertencente à família Coleophoridae.